# Brücke (Tillicoultry Burn)
Die Brücke über den Tillicoultry Burn ist eine Steinbogenbrücke in der schottischen Stadt Tillicoultry in der Unitary Authority Clackmannanshire. Sie liegt am Nordwestrand der Stadt und führt eine Straße über den Tillicoultry Burn. In der Vergangenheit trieb das Wasser des Tillicoultry Burn acht Mühlen in Tillicoultry an. Die Brücke kam zu dieser Zeit eine hohe Bedeutung zu, da sie die nördlich gelegenen Mühlen an die Stadt anschloss und damit ihren Wohlstand sicherte. 1972 wurde das Bauwerk in die schottischen Denkmallisten in der Kategorie B aufgenommen.

## Beschreibung
Der rund zwei Kilometer lange Bach Tillicoultry Burn durchfließt aus nördlicher Richtung kommend das Tal Mill Glen und mündet südlich von Tillicoultry in den Devon. Die Brücke verläuft direkt nördlich der denkmalgeschützten Clock Mill und führt die Upper Mill Street am Nordrand der Stadt über den Bach. Sie stammt wahrscheinlich aus dem frühen 19. Jahrhundert und damit aus der Bauzeit der Clock Mill und könnte zusammen mit dieser errichtet worden sein. Die Brücke besteht aus Bruchstein und führt in einem einzelnen Segmentbogen über den Tillicoultry Burn. Ihre niedrige Brüstung schließt mit halbrunden Decksteinen.